# Salacca stolonifera
Salacca stolonifera là loài thực vật có hoa thuộc họ Arecaceae. Loài này được Hodel miêu tả khoa học đầu tiên năm 1997.